# Regimiento de Artillería de la Patria
Regimiento de Artillería de la Patria es el nombre que se dio al Real Cuerpo de Artillería de las Provincias Unidas del Río de la Plata el 2 de marzo de 1812. Durante toda su existencia este regimiento fue la única unidad de artillería del gobierno nacional de las Provincias Unidas del Río de la Plata. Participó en la Guerra de Independencia de la Argentina, destacando piquetes y compañías en los diversos frentes, pero manteniéndose su jefatura en Buenos Aires, hasta su disolución en 1820 luego del Motín de Arequito.

## Antecedentes
Al producirse la Revolución de Mayo de 1810 existían en el Virreinato del Río de la Plata dos cuerpos de artillería que tenían agregadas diversas unidades milicianas:
- Batallón de Artillería Volante, con 7 compañías, 22 jefes y 291 soldados. Al mando del coronel Gerardo Esteve y Llach.
- Real Cuerpo de Artillería, con 4 compañías, 6 jefes y 143 soldados. Al mando del coronel Francisco de Orduña.

El 29 de mayo de 1810 la Primera Junta organizó por decreto las unidades militares de Buenos Aires, elevando a regimientos a los batallones existentes:

Los Batallones Militares existentes se elevarán a regimiento con la fuerza efectiva de 1.116 plazas, reservado la Junta proveer separadamente sobre el arreglo de la caballería y artillería volante.

El 1 de septiembre de 1810 las 7 compañías del Batallón de Artillería Volante fueron incorporadas al Real Cuerpo de Artillería con los mismos privilegios de este, unificándose las unidades de artillería. 

## Regimiento de Artillería de la Patria
El 2 de marzo de 1812 el Real Cuerpo de Artillería pasó a llamarse Regimiento de Artillería de la Patria. El cuerpo incorporó todos los piquetes de artillería existentes y se componía de doce compañías de 100 artilleros y cuatro oficiales cada una y una plana mayor, repartido en piquetes, compañías o escuadrones con sus cañones en varias provincias. Quedó al mando el coronel Francisco Javier de Viana, siendo el 2° jefe el teniente coronel Bernabé de San Martín y el sargento mayor, Matías de Irigoyen. Los capitanes de las compañías eran:
- 1° Manuel Pinto;

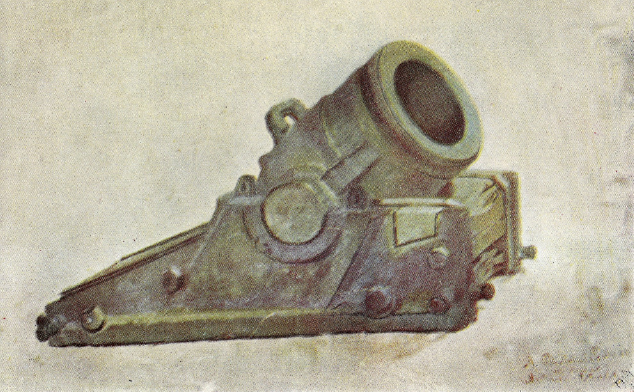
Mortero "Monasterio" (1813).

- 2° Teniente Benito Linch, interino;
- 3° José Cereso;
- 4° Agustín Herrera;
- 5° Benito Martínez;
- 6° Bernardo Anzoategui;
- 7° Francisco Villanueva;
- 8° José Suso;
- 9° Juan José Ferrer;
- 10° Luciano Cabral;
- 11° Bonifacio Ramos;
- 12° Lorenzo Sotomayor.

En octubre de 1814 las compañías fueron agrupadas en 2 batallones, numeradas de 1 a 6. En abril de 1815 fue desplazado del mando el coronel Viana, asumiendo como comandante del regimiento Manuel Pinto. El 10 de abril de 1817 fue creado el Batallón N° 3 con la artillería del Ejército de los Andes, haciéndose la excepción de que sus sueldos fueran pagados por la caja de ese ejército. Con esa estructura permaneció el regimiento hasta su disolución en agosto de 1820.

## Segunda expedición al Alto Perú
El 26 de marzo de 1812 Manuel Belgrano asumió el mando del Ejército del Norte, recibiendo refuerzos de cañones y artilleros trasladados desde Buenos Aires por el capitán Manuel Ramírez. En abril de 1812 la artillería del Ejército del Norte contaba con 93 plazas y 3 naturales agregados, fraccionados entre los mandos del ayudante mayor Pedro Regalado de la Plaza y el capitán Villanueva, hasta que en junio de 1812 el capitán Benito Martínez asumió como comandante de la artillería del Ejército del Norte, pasando a tener 44 plazas el 3 de agosto. Contando el cuerpo con 15 piezas, fue ampliado con 3 culebrinas y 2 obuses de 6 pulgadas, agregándole 2 morteros de 8 pulgadas por la fundición dirigida por el sargento mayor Barón de Holmberg.
En el Combate de las Piedras (3 de septiembre de 1812) se perdieron 2 piezas de artillería, que luego fueron recuperadas en la Batalla de Tucumán (24 de septiembre de 1812), en la que participaron 4 cañones de a 6 al mando de Holmberg de las 10 piezas que tenía Belgrano, quedando las restantes en San Miguel de Tucumán al mando de Benito Martínez y del subteniente Juan Zeballos. En esa batalla fueron capturados 5 cañones realistas. Para diciembre la dotación de artillería fue elevada a 124 plazas, pero fue separado Holmberg. En la Batalla de Salta (20 de septiembre de 1813) participaron 12 piezas de artillería dispuestas en 4 fracciones comandadas por el teniente Giles (2 piezas), el teniente Luna y el subteniente Agustín Ravago (4 piezas), el capitán Villanueva (2 piezas), y en la reserva el capitán Benito Martínez y el teniente José María Paz con 4 piezas. Las fuerzas de Belgrano tomaron 10 piezas realistas en esta batalla.
En la Batalla de Vilcapugio (1 de octubre de 1813) las 12 piezas comandadas interinamente por el capitán Cereso fueron clavadas y tomadas por los realistas al mando de Joaquín de la Pezuela. En la Batalla de Ayohuma (14 de noviembre de 1813) participaron 8 cañones de calibre 1 que se hallaban en malas condiciones, trasladados desde Potosí, Cochabamba y Chuquisaca, quedando todas en manos realistas. En estas batallas fueron tomados prisioneros: el capitán Villanueva, los subtenientes 1° Ravago y Valentín García, y el subteniente 2° Carlos Burgos, llegando a Jujuy solo 42 plazas el 3 de enero de 1814. El cuerpo fue reorganizado quedando al mando el sargento mayor Juan Pedro Luna.

## Segunda Expedición Libertadora de la Banda Oriental

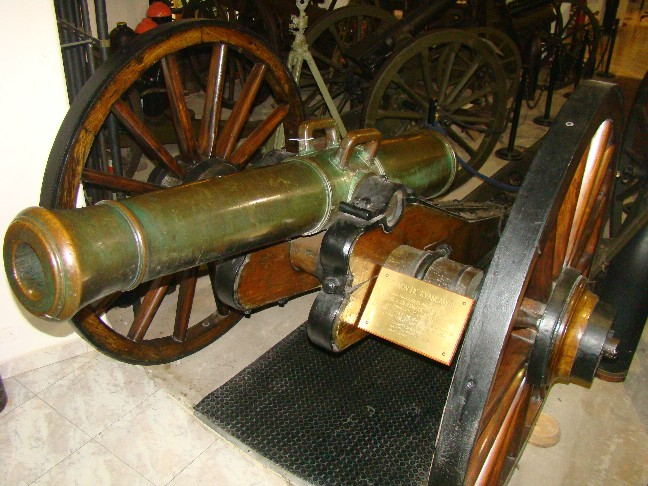
Cañón "Monasterio" (1814).

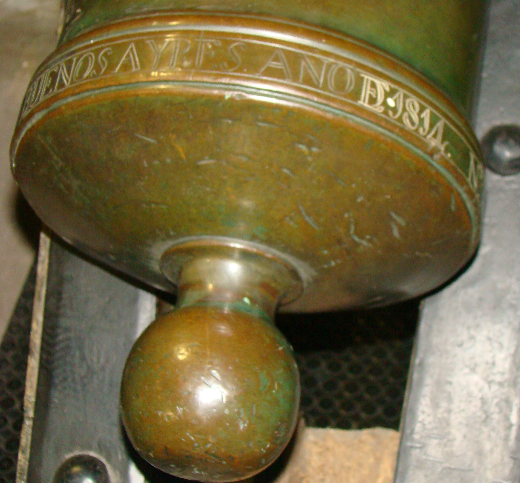
Detalle: "BUENOS AIRES AÑO DE 1814".

Luego de que el Convenio de Pacificación fuera desconocido por ambas partes, fue organizado un nuevo ejército en Entre Ríos para marchar sobre la Banda Oriental. La división de artillería de 158 plazas fue puesta al mando del sargento mayor del Regimiento de Artillería de la Patria, Matías de Irigoyen, con 3 piezas ligeras de artillería. El 18 de junio de 1812 figuraban en la división los capitanes Juan José Ferrer (Compañía 9°), Luciano M. Cabral (Compañía 10°) y Bonifacio Ramos (Compañía 11°), junto con el ayudante mayor Manuel Navarro, el teniente Pablo Zufriategui, los subtenientes Ramón Carbajal, Manuel Suárez, José María González Echeandia, Francisco Rojas, Luis Argerich, Rafael Molina. Posteriormente fueron recibidos refuerzos y cuando Rondeau marchó hacia Montevideo llevaba en su vanguardia 2 cañones de a 8 y 2 de a 4, comandados por el teniente Zufriategui y los subtenientes Argerich y Molina, comenzando el Segundo Sitio de Montevideo el 20 de octubre de 1812. El 26 de noviembre de 1812 salió del Paso de Vera el capitán Bonifacio Ramos con 2 cañones de a 8 y un obús con la división del teniente coronel Ventura Vázquez, incorporándose al sitio el 13 de diciembre. Las milicias orientales contaban con un cañón de a 2 al mando de Baltasar Vargas. Toda esa artillería tomó parte de la Batalla de Cerrito el 31 de diciembre de 1812, capturando los realistas el cañón de hierro de las milicias orientales. La artillería sitiadora recibió como refuerzo 40 soldados realistas de origen americano tomados prisioneros en la Batalla de Tucumán, destinados a cavar trincheras, luego fue ampliada hasta contar entre 250 y 300 hombres, llegando a 470 el 12 de octubre de 1814 luego de la rendición de la ciudad. El 25 de mayo de 1813 fue inaugurada una batería construida por Francisco Díaz, con 2 piezas de a 12 al mando de Luciano Cabral y Fernando Roxas. Otra batería que fue inaugurada el 14 de septiembre de 1813, contaba con morteros y estaba al mando del capitán Ramos. El 13 de octubre de 1813 llegaron al sitio de Montevideo refuerzos de soldados y piezas de artillería desde Buenos Aires.
Dos piezas de campaña participaron del ataque de Domingo French al Fuerte de Quilombo en la frontera del río Yaguarón en mayo de 1813, retornando luego al sitio de Montevideo. Estaban al mando del subteniente José María González Echeandía, quien resultó herido.

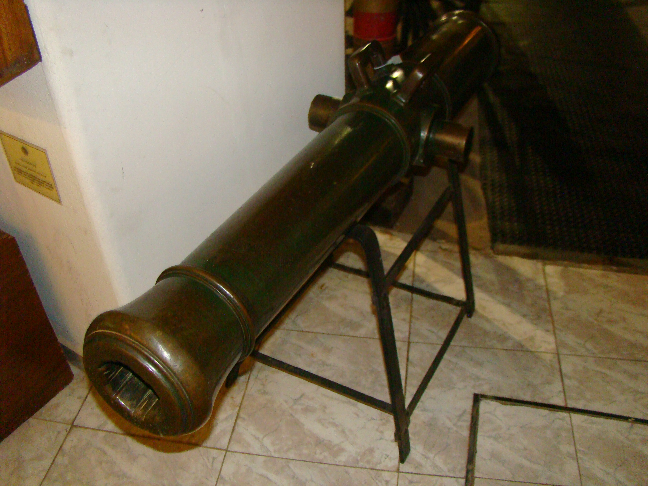
Cañón "Mando Capac" (1814).

Luego de la rendición de Montevideo en 1814, el gobierno envió desde Buenos Aires al teniente coronel Manuel Pinto con tropas de artillería para reemplazar a los 331 hombres que se hallaban en Montevideo, según la revista de 1 de agosto de 1814. Sin haberse realizado aún el reemplazo, el 12 de octubre de 1814 había 470 artilleros en la plaza. El 14 de octubre fueron embarcados 72 artilleros al mando de Argerich, destacándose otro grupo para luchar contra las fuerzas de Artigas, de tal modo que al 30 de octubre quedaban en Montevideo 230 hombres. Posteriormente quedaron 150, inclusos los destacados en la campaña y en Entre Ríos. Las baterías de la ciudad fueron reducidas a 14 cañones y 8 piezas en el tren volante, siendo embarcadas hacia Buenos Aires las demás. El 10 de diciembre de 1814 Pinto regresó a Buenos Aires quedando al mando el capitán Juan José Ferrer. Cuando Carlos de Alvear evacuó Montevideo, la artillería y sus hombres fueron trasladados a Buenos Aires. El sargento mayor Bonifacio Ramos se pasó a las fuerzas de Artigas, comandando su artillería hasta 1817, cuando lo abandonó.

## Tercera expedición al Alto Perú
La artillería del Ejército del Norte fue reorganizada, constituyendo la 1.° Compañía del 2.° Batallón del Regimiento de Artillería de la Patria. Contando con más de 150 plazas el 1 de mayo de 1815, siendo su comandante el sargento mayor graduado Juan Pedro Luna; capitanes: Antonio Giles, Antonio Ramírez, Ramón Carbajal, Benito Peralta; tenientes, Juan Zevallos, Nicolás González, Luis Cenela, José Vázquez; subtenientes, José Gabriel Pérez y Narciso Núñez.
En la Batalla de Viluma (o 2.ª de Sipe Sipe) ocurrida el 29 de noviembre de 1815, fueron perdidas 9 piezas de artillería, reduciéndose la compañía de tal manera que el 30 de diciembre de 1815 estaba compuesta de 59 soldados, 14 sargentos y 10 cabos.
Desde Buenos Aires fue enviada una expedición de refuerzo al mando de Domingo French, en la que viajaron el 2.° jefe del regimiento, teniente coronel Manuel Ramírez, junto con dos baterías y 47 plazas. En esos momentos la artillería del Ejército del Norte, ya al mando de Ramírez, contaba con 20 piezas: cañones de a ocho, obuses de a seis y cañones de a cuatro. Para disminuir el peso de la artillería de campaña, Ramírez pidió el envío desde Buenos Aires de 12 cañones livianos de a cuatro de montaña, con sus cureñas, pero no le fueron enviados. El 8 de mayo de 1816 Ramírez contaba con un obus de seis pulgadas, cuatro cañones de a ocho, uno cónico de a cuatro, dos de batalla de a cuatro y cuatro de campaña de a cuatro, servidos por 158 plazas, seis capitanes, un teniente y un subteniente. Luego el cuerpo permaneció en San Miguel de Tucumán y fue nombrado como División de Artillería del Ejército del Perú, contando con un teniente coronel comandante en jefe, un sargento mayor, un ayudante mayor y dos compañías en las que cada una tenía un capitán, dos tenientes y cuatro subtenientes.
Cuando Gregorio Aráoz de Lamadrid partió de San Miguel de Tucumán en un último intento por avanzar hacia el Alto Perú, llevó en su división 2 cañones de montaña de a 4 al mando del mayor Antonio Giles, con los que el 15 de abril de 1817 obtuvo la victoria en la Batalla de La Tablada de Tolomosa. Ambos cañones fueron perdidos en los combates que siguieron a ese triunfo.
Al ser llamado el Ejército del Norte para participar en las guerras civiles se produjo el Motín de Arequito el 8 de enero de 1820. La división estaba comandada por: comandante en jefe: Manuel Ramírez, sargento mayor: Juan Santiago Warcalde, capitanes: Manuel Navarro y Juan Francisco Díaz, ayudante mayor, Nicolás González. La división no se plegó al motín encabezado por Juan Bautista Bustos, permaneciendo fiel al comandante Francisco Fernández de la Cruz, intentando retirarse hacia Buenos Aires. Ante la presión de Bustos, todo el ejército le fue entregado por Fernández de la Cruz y trasladado a la Provincia de Córdoba, a la que fue incorporado. A consecuencia del triunfo federal en la Batalla de Cepeda (1 de febrero de 1820), el 11 de febrero desapareció el Directorio pasando a la Provincia de Buenos Aires la artillería existente en la capital.

## Ejército de los Andes
El 17 de noviembre de 1814 partió de Buenos Aires, llegando a la ciudad Mendoza a mediados de diciembre, un piquete de 50 artilleros con cuatro cañones al mando del capitán Pedro Regalado de la Plaza, que transportaba también municiones, armamentos y correajes. En febrero de 1815 se remitieron nuevas dotaciones de artillería. El 1 de agosto de 1815 partieron de Buenos Aires tres oficiales de artillería llevando cuatro cañones y dos obuses, con su correspondiente piquete de artilleros y municiones. El 4 de diciembre de 1815 se emitió un estado de fuerzas de la Provincia de Cuyo en la que figuraba como unidad veterana (o de línea) una compañía de artillería en Mendoza con 143 plazas. Como milicias figuraban la Artillería Cívica de Mendoza y la Artillería Cívica de San Juan. Las piezas de artillería eran 17: cuatro culebrinas de bronce de a cuatro, cuatro cañones volantes de a cuatro, dos obuses de seis pulgadas, cuatro piezas de a cuatro de montaña, dos piezas de a cuatro de hierro. El 1 de agosto de 1816 el director supremo Juan Martín de Pueyrredón constituyó formalmente el Ejército de los Andes. José de San Martín hizo crear escuadrones de tren volante bajo dependencia del Regimiento de Artillería de la Patria.
En la fuerza que se hallaba en el Campamento del Plumerillo el 31 de diciembre de 1816 se hallaba el Batallón N.º 3 del Regimiento de Artillería de la Patria, al mando del sargento mayor teniente coronel Pedro Regalado de la Plaza, siendo el ayudante mayor el capitán Domingo Frutos. Contaba con un jefe, 16 oficiales, 241 soldados, dos obuses de seis pulgadas, siete cañones de batalla de cuatro pulgadas, nueve cañones de montaña, dos cañones de hierro, dos cañones de 10 onzas y 2000 tiros de cañón. El 6 de enero de 1817 el Ejército se puso en marcha para efectuar el Cruce de los Andes. El capitán fray Luis Beltrán al frente de la Maestranza y el Parque partió el día 19, cruzando por el Paso de Uspallata, junto con 20 artilleros y dos cañones de montaña de a cuatro al mando del capitán Ramón Picarte. El 20 de enero 50 artilleros con cinco piezas de artillería partieron hacia el Paso de Los Patos, en la columna del teniente coronel Rudecindo Alvarado. El 21 de enero partió la columna de brigadier Bernardo O'Higgins con 20 artilleros y dos piezas de artillería por el Paso de Los Patos. El día 24 salió hacia el mismo paso el resto de 100 hombres de artillería al mando de su comandante Pedro Regalado de la Plaza, el Parque General y la Maestranza del Ejército.
El 12 de febrero de 1817 tuvo lugar la batalla de Chacabuco, participando nueve piezas de artillería. En esta batalla se tomaron dos cañones de los realistas. El Batallón N.° 3 participó en la batalla de Maipú y en otras de la campaña de Chile, hasta que a consecuencia de la caída del Directorio se firmó el Acta de Rancagua el 2 de abril de 1820. Mediante esa acta, el Ejército de los Andes se desvinculó de otras estructuras militares nacionales y emprendió autónomamente la Expedición Libertadora del Perú junto a las fuerzas de Chile.